# Schlacht bei Pirmasens
1792

Porrentruy – Marquain – Quiévrain – Verdun – Thionville – Valmy – Lille – Mainz (1792) – Jemappes
1793

Aldenhoven I – Namur – Neerwinden – Mainz (1793) – Famars – Valenciennes (1793) – Arlon (1793) – Hondschoote – Meribel – Avesnes-le-Sec – Pirmasens – Toulon – Fontenay-le-Comte – Cholet – Lucon – Trouillas – Dünkirchen – Le Quesnoy – Menin I – Wattignies – Weißenburg I – Biesingen – Kaiserslautern I – Weißenburg II
1794

Boulou – Landrecis – Menin II – Mouscron – Martinique – Guadeloupe – Tourcoing – Tournai – Kaiserslautern II – San-Lorenzo de la Muga – 13. Prairial – Fleurus – Kaiserslautern III – Vosges – Aldenhoven II
1795

Cornwallis’ Rückzug – Genua – Groix – Hyeres – Handschuhsheim – Mainz (1795) – Mannheim – Loano
1796

Montenotte – Millesimo – Dego – Mondovì – Lodi – Borghetto – Castiglione – Mantua – Siegburg – Altenkirchen – Wetzlar – Kircheib – Kehl – Kalteiche – Friedberg  – Malsch – Neresheim – Sulzbach – Deining – Amberg – Würzburg – Neufundland – Rovereto – Bassano – Limburg – Biberach I – Emmendingen – Schliengen – Caldiero – Arcole – Irland
1797

Fall von Kehl – Rivoli (1797) – St. Vincent – Diersheim – Santa Cruz – Neuwied – Camperduin

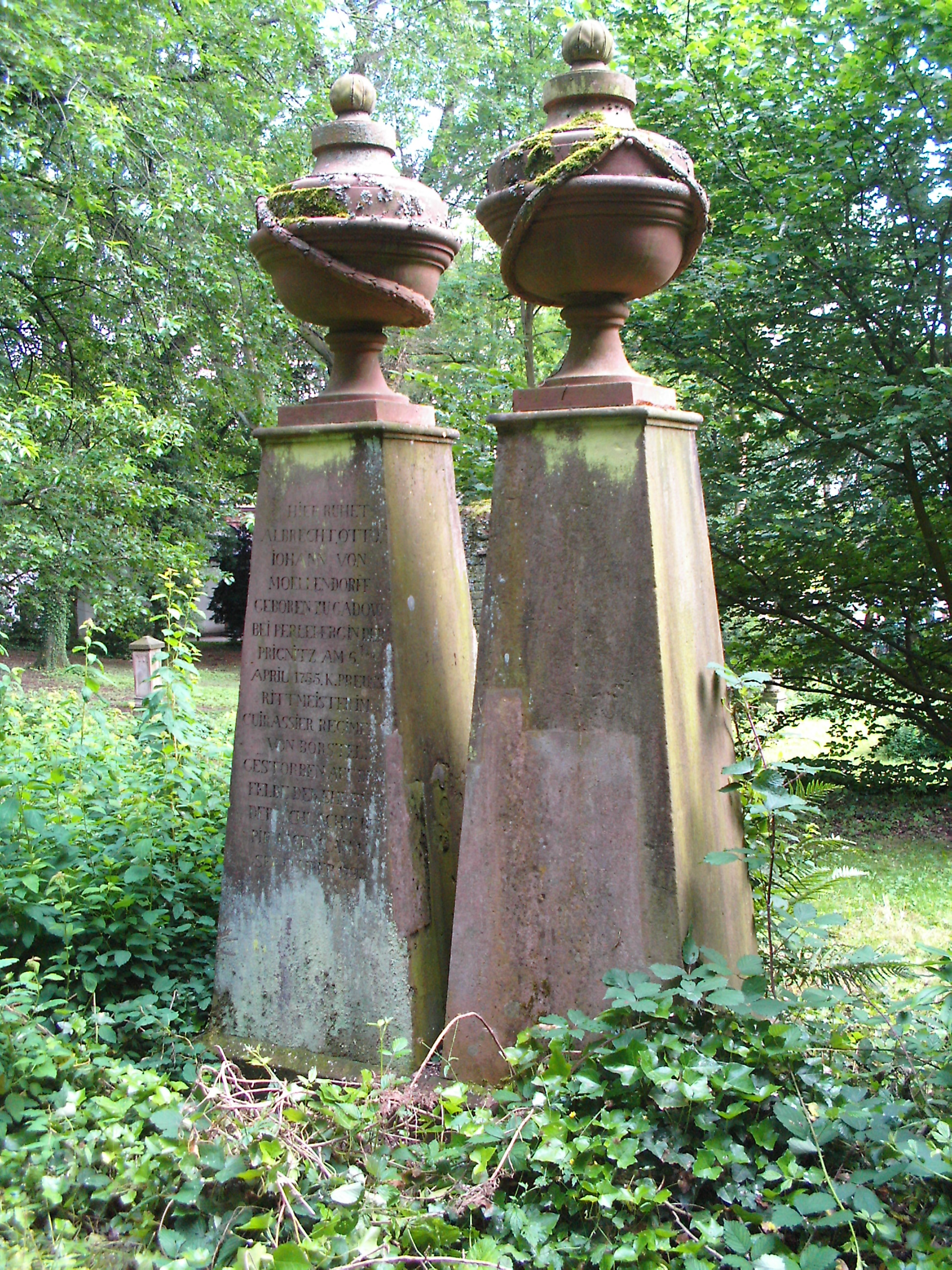
Die beiden preußischen Offiziersgräber auf dem alten Friedhof Pirmasens

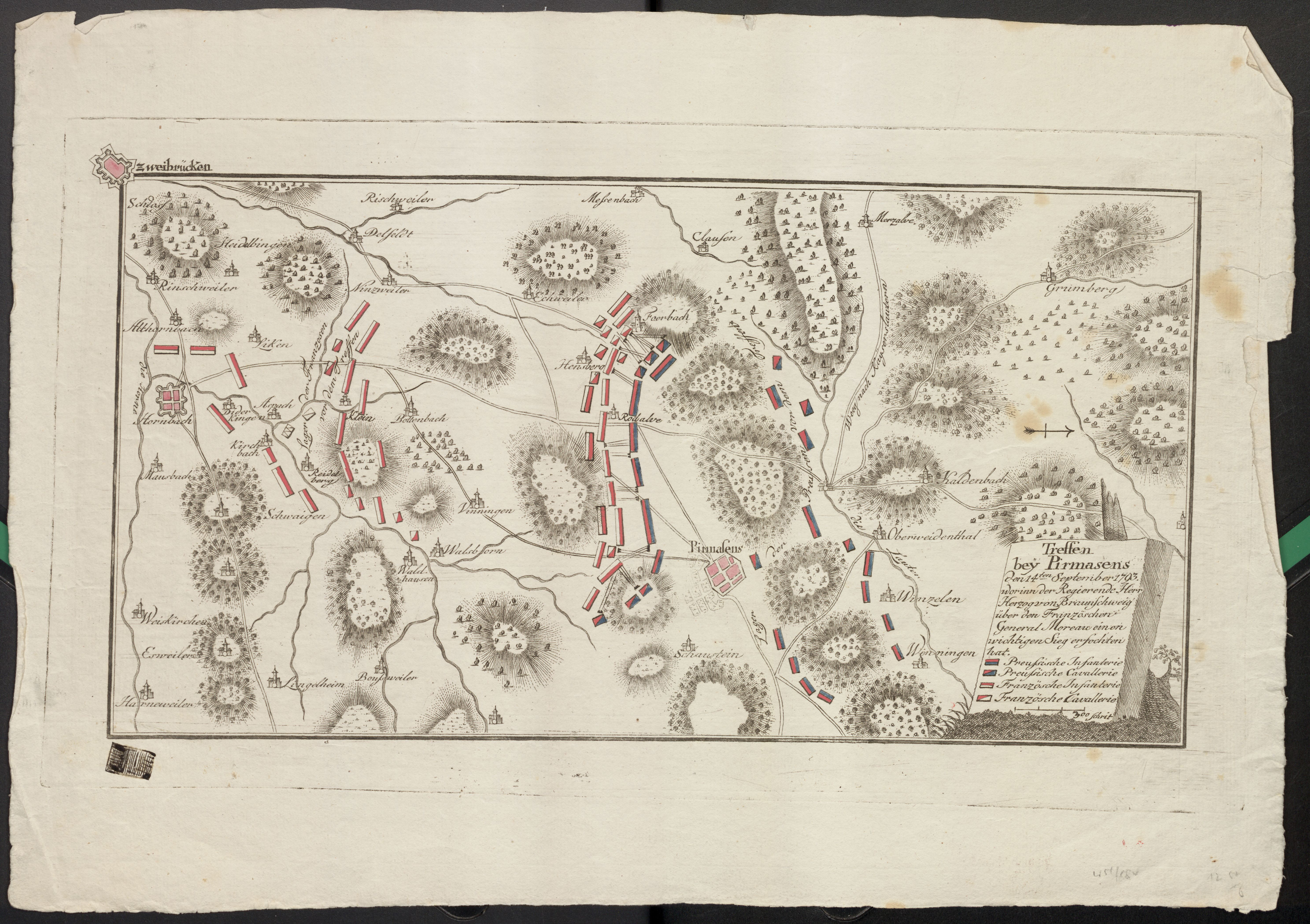
Übersicht der Truppenbewegungen

Die Schlacht bei Pirmasens fand am 14. September 1793 während des Ersten Koalitionskriegs bei Pirmasens (heute Rheinland-Pfalz) zwischen einem französischen Corps der Moselarmee und einem preußischen Corps der Koalitionstruppen statt und endete mit einem preußischen Sieg. 

## Hintergrund
Nachdem die verbündeten preußischen und österreichischen Truppen unter Feldmarschall Karl Wilhelm Ferdinand am 12. Juli 1793 Mainz zurückerobert hatten, verzögerte sich der weitere Vormarsch in Richtung Elsass durch Differenzen über die Kriegsziele. General Balthasar von Schauenburg, der Kommandeur der französischen Moselarmee, versuchte daraufhin, den Preußen durch die Einnahme von Pirmasens den Weg in das Elsass zu versperren und sie zum Rückzug über den Rhein zu zwingen.

## Verlauf
Die preußischen Truppen unter dem Kommando von Ferdinand von Braunschweig waren auf den französischen Angriff durch das „Corps des Vosges“ (Vogesenkorps) unter Jean René Moreaux vorbereitet und konnten diesen unter Ausnutzung des gut zu verteidigenden Geländes der Pirmasenser Hügel abwehren. Die unterlegenen Franzosen erlitten etwa 225 Verwundete sowie 1.800 Tote und Gefangene, die Preußen nur ungefähr 170 Tote und Verwundete.

## Folgen
Nach ihrer Niederlage mussten sich die Franzosen bis an die Saar zurückziehen, während es den Verbündeten in der Folge gelang, die französischen Verteidigungsstellungen im Elsass in der Schlacht an den Weißenburger Linien zu überwinden (13. Oktober 1793). Aufgrund der Uneinigkeit der Alliierten Österreich und Preußen blieben diese Erfolge jedoch ohne dauerhafte Auswirkung auf den Verlauf des Krieges.

## Andenken
Auf dem Alten Friedhof in Pirmasens befinden sich die Gräber zweier in der Schlacht gefallener, preußischer Offiziere. Der eine ist Albrecht Otto Johann 
von Möllendorff (1755–1793) und sein Grabmonument trägt die entsprechende Gedenkinschrift:

„Hier ruhet Albrecht Otto Johann von Moellendorff, geb. zu Gadow bei Perleberg in der Prignitz am 6. April 1755, k. preuss. Rittmeister im Couirassier Regiment von Borstell, gestorben auf dem Felde der Ehre in der Schlacht bei Pirmasens am 14. September 1793“

 Der zweite, nahezu identische Grabstein ist ohne Text. Er habe früher eine zusätzliche Grabplatte mit Inschrift besessen, die verloren ging. Daher weiß man, dass es sich um die Grabstätte von Premierlieutenant Hans Friedrich Georg Ludwig Wilhelm von Borstell (1770–1793), dem ältesten Sohn des an der Pirmasenser Schlacht beteiligten Generals und Kommandeurs des 7. Kürassierregiments, Hans Friedrich Heinrich von Borstell (1730–1804) handelt. Des Gefallenen überlebender Bruder Ludwig von Borstell focht ebenfalls bei Pirmasens.
Die beiden verstorbenen Offiziere gehörten dem 7. Preußischen Kürassierregiment an. Ihr Tod ist in der Geschichte des Königlich Preussischen Sechsten Kürassier-Regiments, genannt Kaiser von Russland, von Wilhelm Baron Digeon von Monteton, Brandenburg, 1842 (Seiten 88, 89 und 92), beschrieben.